# Cerambyx heinzianus
Cerambyx heinzianus es una especie de escarabajo longicornio del género Cerambyx, subfamilia Lamiinae. Fue descrita científicamente por Demelt en 1976.
Se distribuye por Turquía. Mide 27-40 milímetros de longitud. El período de vuelo ocurre en el mes de julio.